# John Wilson Croker
John Wilson Croker, född 20 december 1780, död 10 augusti 1857, var en brittisk politiker, kritiker och poet.
Croker föddes på Irland och graduerade vid Trinity College i Dublin. Han blev därefter konservativ ledamot av parlamentet 1807-1832 och var sekreterare i amiralitetet 1810-1830. Croker skrev dessutom en rad artiklar för The Quarterly Review, ofta i en ganska bitsk ton. 1831 utgav han en upplaga av James Boswells The Life of Samuel Johnson. Hans mest kända dikt är The Battles of Talavera. Hans Correspondence and Diaries utgavs i 3 band 1884 av Louis J. Jennings.